# Szergej Bogdanovics Szemak
Szergej Bogdanovics Szemak (Szicsanszkoje, Szovjetunió, 1976. február 27. –) orosz labdarúgó, edző. Az orosz válogatottal európa-bajnoki bronzérmes.

## Pályafutása

### A kezdetek
Szemak a mai Ukrajna területén született egy jómódú család gyermekeként. Az iskolában kitűnő tanuló volt, és sem a szülei, sem a tanárai nem szerették volna, ha Szemakból labdarúgó lesz. Szemakot végül később a luhanszki focisuliba íratták, itt kezdődött el komolyabb karrierje.

### Klubcsapatokban
Szemak első profi szerződését az FK Presznya Moszkva csapatával írta alá. Itt 1992-ben és 1993-1994-ben is szerepelt.
1994-ben a sokszoros bajnokcsapathoz, a CSZKA Moszkvához szerződött. Itt összesen 10 évet töltött, ezalatt a klub csapatkapitánya és egyik legjobb játékosa lett. A klubbal kétszer, 2002-ben és 2005-ben is megnyerte az orosz kupát. A CSZKA-t azután hagyta el, hogy a BL 2004–2005-ös kiírásában a csoportkörben csak a 3. helyen végeztek, így nem jutottak az egyenes kieséses szakaszba.
A 2005–2006-os szezonban a francia Paris Saint-Germain csapatában szerepelt, és bár egy viszonylag jó szezont töltött itt, úgy döntött, visszatér Oroszországba.
2006-tól 2008-ig az FK Moszkva játékosa volt.
2008-tól a Rubin Kazany játékosa, csapatkapitánya, többek között az ő jó játéka is hozzásegítette a csapatot története első bajnoki címéhez.

### A válogatottban
A válogatottban 1997-ben mutatkozhatott be, és részt vehetett a 2002-es világbajnokságon is.
Guus Hiddink érkezése után egy időre elvesztette helyét a „szbornajában”, ezért az Eb-selejtezők nagy részét kihagyta, de a torna előtti első felkészülései mérkőzésen, Kazahsztán ellen ismét bekerült a keretbe. Az Európa-bajnokságon csapatkapitányként segítette csapatát, ezenkívül a tornán ünnepelhette 50. válogatott-meccsét Hollandia ellen, amelyet egy szép gólpasszal tett emlékezetessé.

## Sikerei, díjai
- Bajnok:
  - 2003, 2008
- Kupagyőztes:
  - 2002, 2005

## Edzői statisztika
2021. december 8-án lett frissítve.
| Csapat   | Nemzet      | –tól              | –ig               | Mérleg | Mérleg | Mérleg | Mérleg     | Mérleg | Mérleg | Mérleg | Mérleg | Mérleg |
| M        | GY          | D                 | V                 | RG     | KG     | GK     | Győzelem % |        |        |        |        |        |
| -------- | ----------- | ----------------- | ----------------- | ------ | ------ | ------ | ---------- | ------ | ------ | ------ | ------ | ------ |
| Zenyit   | (megbízott) | 2014. március 10. | 2014. március 19. | 2      | 1      | 0      | 1          | 2      | 2      | +0     | 50     |        |
| Ufa      | orosz       | 2017. január 1.   | 2018. május 29.   | 48     | 17     | 16     | 15         | 48     | 46     | +2     | 35.42  |        |
| Zenyit   | orosz       | 2018. május 30.   | jelenlegi         | 150    | 89     | 28     | 33         | 290    | 149    | +141   | 59.33  |        |
| összesen | összesen    | összesen          | összesen          | 200    | 107    | 44     | 49         | 340    | 197    | +143   | 53.5   |        |

## Külső hivatkozások
- Profil, RusTeam (oroszul)
- Profil a Rubin Kazany weboldalán
- Statisztika